# Ambloy
Ambloy és un municipi francès del departament del Loir i Cher i la regió del Centre - Vall del Loira.